# Embalse del Açafal
El embalse del Açafal se localiza en el municipio de Vila Velha de Ródão, distrito de Castelo Branco, Portugal. Situada en la ribera del Açafal. La represa fue proyectada en 1997 y entró en funcionamiento en 2004.

## Embalse
Se trata de una presa de materiales sueltos (tierra zonada) y posee una altura de 29 m por encima de la fundación (26 m por encima del terreno natural) y una longitud de 121 m (anchura 7,5 m). El volumen máximo de agua embalsada es de 138.000 m³. Posee una capacidad de descarga máxima de 1,5 (descarga de fondo) + 188 (descargador de llenos) m³/s.

## Agua embalsada
El agua embalsada presenta una superficie inundable al NPA (Nivel Pleno de Almacenamiento) de 0,2 km² y tiene una capacidad total de 1,79 Mio. m³ (capacidad útil de 1,79 Mio. m³). Las cotas de agua en la albufeira son: NPA de 112,6 metros, NMC (Nivel Máximo de Llenado) de 114,75 metros y NME (Nivel Mínimo de Explotación) de .. metros.